# الربيع الكرواتي
كان الربيع الكرواتي نزاعًا سياسيًا استمر منذ عام 1967 حتى عام 1971 في جمهورية كرواتيا الاشتراكية؛ والتي تُعد حاليًا جزءًا من جمهورية يوغوسلافيا الاشتراكية الاتحادية. كانت كرواتيا واحدة من جمهوريات يوغوسلافيا الست في ذلك الوقت، ووقعت تحت حكم رابطة شيوعيي كرواتيا، المستقلة اسميًا عن رابطة شيوعيي يوغوسلافيا، بقيادة الرئيس جوزيف بروز تيتو. تميزت ستينيات القرن العشرين في يوغوسلافيا بسلسلة من الإصلاحات التي تهدف إلى تحسين الوضع الاقتصادي في البلاد والجهود المسيّسة بشكل متزايد من قبل قيادة الجمهوريات لحماية المصالح الاقتصادية لجمهورياتهم. حدث الصراع السياسي في كرواتيا عندما دخل الإصلاحيون ضمن رابطة شيوعيي كرواتيا، المتحالفين بشكل عام مع المجموعة الثقافية الكرواتية ماتيكا هرفاتسكا، في صراع مع المحافظين.
نُشِرت مجموعة متنوعة من الشكاوى في أواخر ستينيات القرن العشرين عبر مجموعة ماتيكا هرفاتسكا، والتي تبناها فصيل إصلاحي من رابطة شيوعيي كرواتيا بقيادة السياسية الكرواتية ساوكا دابشيفيتش كوتشار وميكو تريبالو. ارتبطت الشكاوى في البداية في أوائل سبعينيات القرن العشرين بالقومية الاقتصادية. أراد الإصلاحيون تقليل تحويلات العملة الصعبة إلى الحكومة الفيدرالية من قبل الشركات الموجودة في كرواتيا. تضمنت الشكاوى لاحقًا مطالب سياسية لزيادة الحكم الذاتي ومعارضة التمثيل الزائد الحقيقي أو المتصور لصرب كرواتيا في الخدمات الأمنية، والسياسة، وفي مجالات أخرى داخل كرواتيا. تجسدت نقطة الخلاف بشكل خاص فيما إذا كانت اللغة الكرواتية تختلف عن اللغة الصربية الكرواتية.
زاد الربيع الكرواتي من شعبية شخصيات من الماضي الكرواتي، مثل السياسي الكرواتي في القرن التاسع عشر وكبير الضباط العسكريين النمساويين يوسب يلاتشيتش، وزعيم حزب الفلاحين الكرواتي المغتال ستيبان راديتش، بالإضافة إلى زيادة الأغاني الوطنية، والأعمال الفنية، وأشكال أخرى تعبر عن الثقافة الكرواتية. وُضِعت خطط لزيادة تمثيل المواد المتعلقة بكرواتيا في المناهج الدراسية؛ وتدابير لمعالجة التمثيل المفرط للصرب في المناصب الرئيسية في كرواتيا؛ وتعديل دستور كرواتيا للتأكيد على طبيعة الجمهورية كدولة وطنية للكروات. كانت هناك أيضًا مطالب بزيادة السلطات للجمهوريات المكونة على حساب الحكومة الفيدرالية اليوغوسلافية. زادت هذه القضايا من التوترات بين الكروات والصرب الكرواتيين، وكذلك بين الفصائل الإصلاحية والمحافظة في رابطة شيوعيي كرواتيا.
أدى تزايد ظهور القومية الكرواتية إلى تدخل تيتو ورابطة شيوعيي يوغوسلافيا، وذلك في الوقت الذي لم تشارك فيه الجمهوريات الأخرى، ورابطة شيوعيي يوغوسلافيا، وتيتو نفسه منذ البداية في النضال الكرواتي الداخلي. اضطرت قيادة رابطة شيوعيي كرواتيا إلى الاستقالة على غرار الإصلاحيين في الجمهوريات اليوغوسلافية الأخرى. تُرِكت إصلاحاتهم كما هي، واعتُمِدت معظم مطالب القيادة المخلوعة في وقت لاحق، مما أدى إلى شكل من أشكال الفيدرالية التي ساهمت في تفكك يوغوسلافيا لاحقًا.

## القمع والتطهير

### الجلسة العامة في نوفمبر واحتجاج الطلاب
قالت دابشيفيتش كوتشار في الجلسة العامة التي عُقِدت في 5 نوفمبر إن الحركة الوطنية دليل على وحدة الأمة ورابطة شيوعيي كرواتيا، والتي قالت إنه لا ينبغي التضحية بها لتحقيق نقاء ثوري. طالب الفصيل المحافظ، وخصوصًا الأكثر جهرًا منه بيليتش ودراغوسافاش، بتنفيذ برنامج العمل في أغسطس بعد أن رفضت كوتشار العديد من مقترحات باكاريتش لتعديل سياسات الرابطة. لم تُحل المشكلة في الجلسة الكاملة، ولكن باكاريتش قرر دعم بيليتش ودراغوسافاش وطلب التدخل من تيتو في أعقاب الجلسة. زار تيتو بوغوينو في البوسنة والهرسك في 12-15 نوفمبر، حيث استضافته قيادة الجمهورية (برانكو ميكوليتش، وحمديجة بوزديراك، ودراغوتين كوسوفاتش). انضم إليهم في 13 نوفمبر رئيس الوزراء اليوغوسلافي، دجيمال بييديتش، الذي انتقد مطالب رابطة شيوعيي كرواتيا بتغيير توزيع أرباح العملات الأجنبية. التقى دراغوسافاش مع تيتو في 14 و15 نوفمبر لمناقشة الربيع الكرواتي. انضم رؤساء جيش يوغوسلافيا الشعبي إلى تيتو في 15 نوفمبر لمشاهدة تسجيلات التجمعات السياسية في كرواتيا؛ حيث تحدث القوميون وأعضاء رابطة شيوعيي كرواتيا وكان من الممكن سماع صيحات مناهضة لتيتو.
اجتمعت اللجنة المركزية الموسعة لرابطة شيوعيي كرواتيا بشكل سري في الفترة منذ 17 حتى 23 نوفمبر، ولكن الفصيلين المتعارضين لم يتفقوا. صوت حوالي 3000 طالب من جامعة زغرب في 22 نوفمبر لبدء إضراب في صباح اليوم التالي. احتجوا في البداية على اللوائح الفيدرالية الخاصة بالعملة الصعبة والبنوك والتجارة. أُضيفت سلسلة من التعديلات الدستورية المقترحة إلى المطالب بناءً على طلب السياسي اليميني الكرواتي باراتشيك، مثل تعريف كرواتيا كدولة وطنية ذات سيادة للكروات، وجعل اللغة الكرواتية هي اللغة الرسمية، وضمان إكمال سكان كرواتيا للخدمة العسكرية الإجبارية في كرواتيا، وتأسيس زغرب رسميًا كعاصمة لكرواتيا وتحديد أغنية وطننا الحبيب (بالكرواتية: Lijepa naša domovino) كنشيد لكرواتيا. وجه المتظاهرون لبكاريتش تهمة تخريب عملية إصلاح تريبالو للعملة. وسّع اتحاد الطلاب الكرواتيين الإضراب ليشمل جميع أنحاء كرواتيا. تجمّع 30 ألف طالب في غضون أيام في إضراب للمطالبة بطرد بيليتش، ودراغوسافاش، وبالتيتش، وإيما ديروسي بيلاياك، وتشيدو جربيتش من رابطة شيوعيي كرواتيا بصفتهم موحدين. التقى تريبالو بالطلاب وحثهم على وقف الإضراب في 25 نوفمبر، وقدمت دابشيفيتش كوتشار نفس الطلب بعد أربعة أيام.

### اجتماع كاراتشورشيفو وعمليات التطهير
اتصل تيتو بالولايات المتحدة لإبلاغهم بخطته لإنهاء القيادة الإصلاحية لكرواتيا، ولم تعترض الولايات المتحدة ذلك. فكر تيتو في نشر الجيش اليوغوسلافي الشعبي، ولكنه اختار حملة سياسية بدلًا من ذلك. عقد تيتو اجتماعًا مشتركًا لقادة الرابطتين الشيوعيتين اليوغوسلافية والكرواتية في أرض الصيد في كاراتشورشيفو بفويفودينا في 1 ديسمبر. تعرضت قيادة رابطة شيوعيي كرواتيا في البداية لانتقادات من قبل المحافظين فيها مطالبين باتخاذ إجراءات صارمة ضد القومية. ألقى أعضاء هيئة قيادة رابطة شيوعيي يوغوسلافيا من جمهوريات ومقاطعات أخرى خطابات تدعم الموقف المحافظ، وقيل لقيادة رابطة شيوعيي كرواتيا السيطرة على الوضع في كرواتيا. انتقد تيتو مجموعة ماتيكا هرفاتسكا بشكل خاص، واتهمها بأنها حزب سياسي، وبمحاولتها في إقامة دولة فاشية مماثلة لدولة كرواتيا المستقلة. نُشِر خطاب تيتو في يوغوسلافيا بأكملها في اليوم التالي بعد اجتماع كاراتشورشيفو، وحذر من خطر الثورة المضادة.
أُلغي الإضراب الطلابي بعد نشر خطاب تيتو، وأعلنت قيادة رابطة شيوعيي كرواتيا عن اتفاقها مع تيتو. انتقد باكاريتش قيادة الرابطة في 6 ديسمبر لعدم اتخاذ أي خطوات عملية للامتثال لخطاب تيتو الذي ألقاه قبل يومين، ولاسيما لعدم اتخاذ إجراءات ضد ماتيكا هرفاتسكا. اتهم باكاريتش تريبالو بشكل خاص بمحاولة تقسيم رابطة شيوعيي كرواتيا من خلال تضخيم الدعم الشعبي للإصلاحيين. اجتمعت قيادة رابطة شيوعيي يوغوسلافيا مرة أخرى بعد يومين، وخلصت إلى أن رابطة شيوعيي كرواتيا لم تكن تنفذ القرارات المعتمدة في كاراتشورشيفو. قُبِض على قادة الإضراب الطلابي في 11 ديسمبر، وأجبر تيتو دابشيفيتش-كوتشار وبيركر على الاستقالة في اليوم التالي، واستقال معهم تريبالو، وماركو كوبرتلا، ويانكو بوبيتكو على الفور. قُدِّمت المزيد من الاستقالات في الأيام التالية، بما في ذلك رئيس الحكومة خاراميا، وأصبحت ميلكا بلانينك رئيسة لرابطة شيوعيي كرواتيا. احتج 500 طالب في زغرب ضد الاستقالات وقمعتهم شرطة مكافحة الشغب.
طُرِد عشرات الآلاف من رابطة شيوعيي كرواتيا في وقت لاحق، من ضمنهم 741 شخص من كبار المسؤولين مثل دابشيفيتش كوتشار وتريبالو وبيركر. أُجبر 280 عضوًا آخر من أعضاء الرابطة على الاستقالة من مناصبهم وخُفِّضت رتبة 131 عضو. طالب المحافظون في الرابطة بإجراء محاكمة شكلية كبيرة مع تودشمان باعتباره المدعى عليه الرئيسي، ولكن تيتو منع هذا الاقتراح. أدين تودشمان بمحاولة تدمير «الاشتراكية الديمقراطية ذاتية الإدارة». أدين 200-300 شخص بجرائم سياسية، ولكن آلاف آخرين سُجنوا لمدة شهرين إلى ثلاثة أشهر دون توجيه اتهامات رسمية لهم. حُظِرت مجموعة ماتيكا هرفاتسكا وبروسفيتا، بما في ذلك منشوراتهم الأربعة عشر السابقة. استمرت عمليات التطهير التي تستهدف الإعلاميين والكتاب والمخرجين وموظفي الجامعات حتى أواخر عام 1972. حدثت عمليات التطهير فقط في الفترة التي تلت اجتماع كاراتشورشيفو في 1 ديسمبر 1971، ولكن يُنظر إلى هذا التاريخ عادةً على أنه نهاية الربيع الكرواتي في إحياء ذكرى الأحداث. صادرت السلطات ودمرت 40 ألف نسخة من كتب قواعد الكتابة لكل من موغوش وفينكا وبابيتش باعتبارها شوفينية. جُلِّدت 600 نسخة متبقية بدون أي مقدمة أو فهرس، ووُضِعت علامة «للاستخدام الداخلي فقط» عليها. أُعيد طبع هذه النسخة من قبل مجلة الهجرة الكرواتية نوفا هرفاتسكا (كرواتيا الجديدة) في لندن في عامي 1972 و1984، ونُشِر الكتاب بالكامل مرة أخرى في كرواتيا في عام 1990.